# Baal

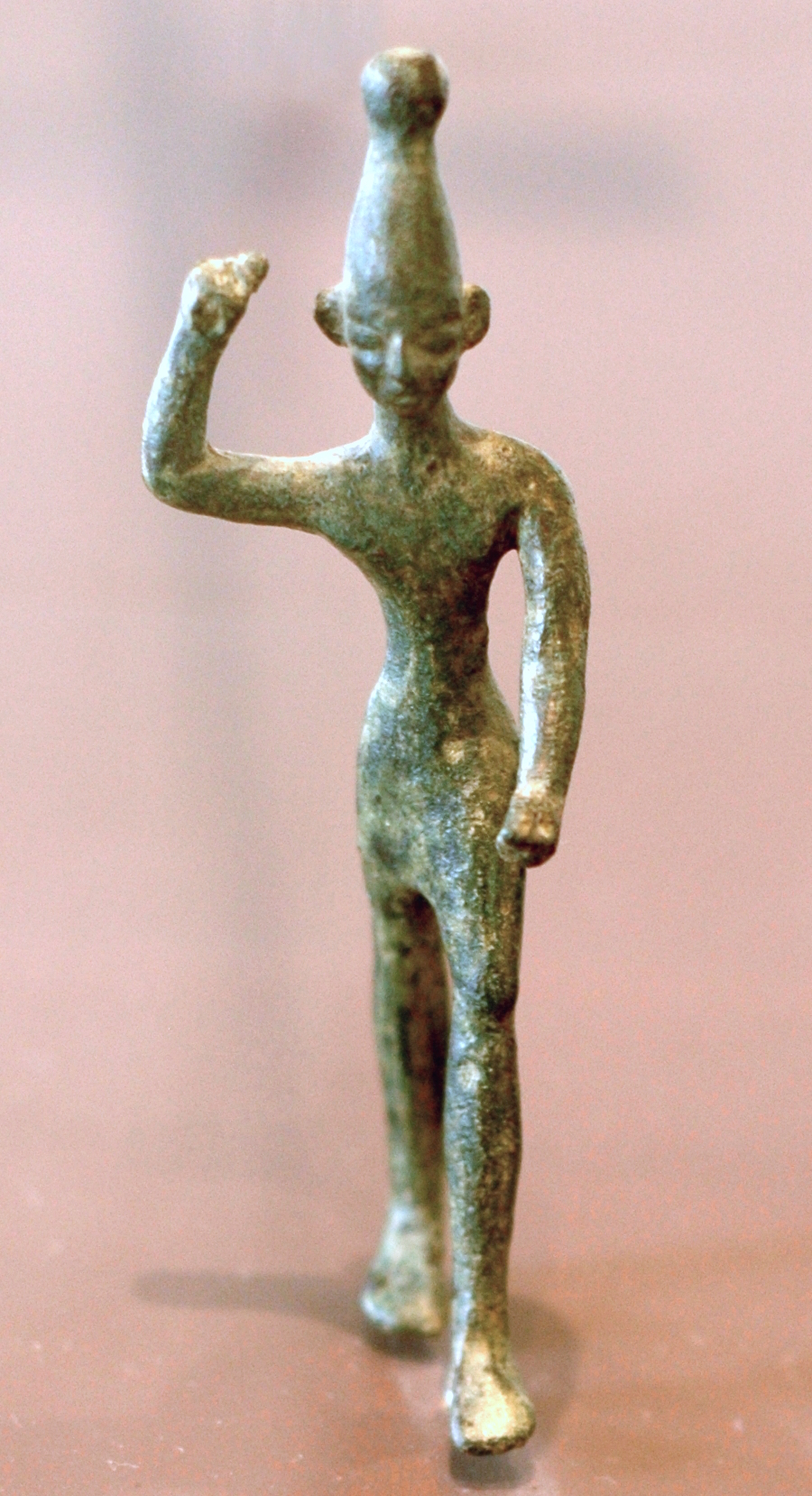
Baal d'Ugarit, Museu del Louvre

Baal és un nom semític que significa ‘senyor’ i que s'ha aplicat a diversos déus i, posteriorment, a dimonis. En la mitologia ugarítica, era una paraula que s'afegia al nom de la divinitat: Baal Hadad, per exemple, era 'el senyor Hadad', un dels déus suprems. Sovint, el poble emprava només la paraula Baal per a no pronunciar directament el nom de la divinitat, fet que es considerava sacríleg o perillós en moltes cultures. D'aquí sorgí la confusió, ja que llavors apareixen diversos déus Baal.
El més important és el de Cartago. Baal equivaldria al Cronos grec o a l'El semític: un déu primordial i creador, però condemnat a la foscor per una segona generació divina, llavors, ostenta efectivament el poder. Els seus sacerdots tenien molt de poder. Els jueus, que havien usat primerament el títol Baal com a herència semítica, l'abandonaren, quan es referia a aquest significat, amb aquelles deïtats considerades paganes. En la Bíblia, apareix com a nom de falsos ídols i déus estrangers que cal combatre, especialment, durant l'etapa de l'exili a Babilònia. Aquesta imatge negativa acabà transformant Baal en un dimoni, tret que heretà el cristianisme.

## Origen del culte
Més enllà de les referències copioses en les Escriptures, poques dades es tenien sobre l'adoració a Baal. Les excavacions d'Ugarit (la moderna Ras Shamra, situada a la costa de Síria, davant l'extrem nord-est de l'illa de Xipre) tragueren a la llum nombrosos objectes religiosos i centenars de tauletes d'argila. Es creu que molts d'aquests documents antics, coneguts ara com els textos de Ras Shamra o cicle de Baal, són les litúrgies o les paraules d'aquells que participaven en els rituals de les festes religioses. En els textos de Ras Shamra es fa referència expressa a Baal.
Segons els textos de Ras Shamra, es fa esment a aquesta divinitat com a Senyor de la terra i genet dels núvols. Aquests noms coincideixen amb les imatges d'aquest déu: se'l mostra portant a la mà dreta un garrot i a la mà esquerra un llamp acabat en punta.
A Palestina, on no sol ploure des de finals del mes d'abril fins al setembre, antigament es pensava que aquests canvis estacionals eren fruit dels conflictes entre els diferents déus: la sequera era atribuïda al triomf del déu Mot, déu de la mort, enfront del déu Baal, el de la pluja i de la fertilitat. Per contra, es pensava que l'estació de les pluges era provocada pel despertar a la vida de Baal gràcies al triomf de la seva germana, Anat, sobre Mot. Així, Baal recuperava el seu tron. La unió de Baal amb la seva esposa, probablement Astoret, es creia que garantia de fertilitat de la collita durant tot l'any.
Quan Baal es converteix en el presoner del regne de la mort, s'enduu amb ell els núvols, el vent i la pluja. És llavors quan El, el president del consell diví, rep la notícia de la seva defunció:
"El poderós Baal ha mort,
va morir el príncep i senyor de la terra".

La dea Anat es llança, llavors, a la recerca del seu marit i, quan troba Mot, per tal que li lliuri Baal, el tracta d'una manera implacable:

"Ella va agafar el déu Mot,
i amb una espasa el partí,
per un sedàs el passà,
amb foc el cremà,
el va moldre al molí,
i pels camps el va sembrar,
la seva carn se la menjaren els ocells,
els seus membres van ser aliment dels pardals".
El text reflecteix el pas d'un hivern de pluges a la sequera estiuenca. Baal desapareix amb els seus núvols i la seva pluja: la natura mor. Possiblement, la manera com Anat tracta Mot està relacionada amb la collita del gra, que normalment es duia a terme a l'estiu.
Tot seguit, canvia l'escena i el déu El somia amb núvols carregats d'oli, premonició de les primeres pluges i de la tornada de Baal. El se sent tranquil:
"Perquè el poderós Baal és viu,
perquè hi ha un príncep i senyor a la terra".

Es tracta, per tant, d'un mite que segueix de prop el ritme estacional de l'any, i Baal és el déu que mor i ressuscita. En l'antic Orient, hi havia gran varietat de mites que giraven a l'entorn d'aquest tema.

## Baal a l'Egipte
Baal es troba esmentat per primera vegada durant l'Imperi Nou sota el regnat de l'Amenofis II. Tenia un santuari a Memfis i hi portava —de manera anàloga a la designació hebrea בַּעַל צְפֹן [baˈʕal   sˁəˈɸɔn] "Senyor del Nord"— l'epítet Safó ‘nord; del nord, septentrional’. Segons els llibres de l'Èxode i dels Nombres, existia un santuari d'aquest déu a la Mar Roja. Assumint, en aquest punt, la historicitat del text de l'Èxode i la fiabilitat de les xifres indicades en els llibres de Paralipòmens i Reis, aquest santuari es degué construir a l'època del faraó Tutmosis III o abans i tot.
Durant el període ramessida, Baal entrà en la ideología reial egípcia com a déu guerrer i poderós; al faraó se li van assignar d'aleshores ençà epítets com ara "fort com Baal", "gran en terror com Baal", "Baal en persona", "bramul como el de Baal en el cel", "com Baal que té poder sobre els seus enemics".
Així i doncs, les funcions i representacions de Baal a Egipte van canviar completament respecte de les que tenia en el món semític: a l'Egipte hom el va equiparar amb el déu Seth: Seth com a Baal i Baal com a Seth. Els trets característics distintius de la representació egípcia del déu són: barret cònic, banyes de brau i un cert tipus de davantal. Els atributs de la barba del déu, els seus signes vitals i el ceptre es van adaptar també a l'entorn egipci. Només hi va conservar el seu atribut original de déu del temps.

## Noms que comencen per Baal
- Baalberit, divinitat venerada pels israelites.
- Baal Peor, divinitat que veneraven els moabites i els madianites al mont Peor (núm. 25,1-3).
- Baaleth, dea fenícia representada per la Lluna.
- Baal-Zebub, divinitat que veneraven els filisteus a Eqron.
- Baaltis, divinitat que veneraven els fenicis, i a Elat.

## Baal com a dimoni
Per als cristians, és el rei de l'est de l'infern, un dels principals esperits malignes o àngels caiguts (també anomenat Bael en alguns textos). Sembla que, a partir de l'ús primigeni de Baal com a ‘senyor’, anaren sorgint altres noms de dimonis, com Belial o Beelzebub. Sol aparèixer lligat a la ira i en servei de Mefistòfil. Pot transformar-se en un monstre de tres caps, com un gripau o com un gat. Un dels seus poders és fer invisible als qui l'invoquen.

## Remarques
1. ↑  hebr. בַּעַל / Baˈʕal; acadi Bēlu(m), Bēl; ugarític, fenici-púnic i amorreu Baʕlu(m), Bal; samarità Bāl; aram. Beʕlu; a partir de la 19ena dinastia egipci Bʕr; grec Βῆλος, a la Septuaginta i al Flavi Josefus Βάαλ i, en compostos, Βέελ; lat. Belus, al Jeroni Baal; àrab بعل / Baʕl, بَعْلٌ / Baʕlun, بَعْلُ / Baʕlu, àrab meridional antic BʕL; etiòpic Bāʕel. Cf. Rudolf Meyer, Herbert Donner (Curadors): Wilhelm Gesenius, Hebräisches und aramäisches Handwörterbuch über das Alte Testament. Berlín e. d'a.: Springer, 1987¹⁸, ISBN 3-540-18206-3 (Lliurament 1), pàg. 162.; Ludwig Köhler, Walter Baumgartner (Curadors): Lexicon in Veteris Testamenti Libros. Leiden: Brill, 1953, pàg. 137; G. Johannes Botterweck, Helmer Ringgren (Curadors): Theologisches Wörterbuch zum Alten Testament. Volum I: ’b – glh. Stuttgart (entre d'altres): Kohlhammer, 1973, col. 706 ss.
2. ↑  Èxode 14:1-2: ‘¹Jahvè parlà així a Moisès: ²«Digues als israelites que se'n tornin i acampin enfront de Fi-ha-Hirot, entre Magdal i el mar, al davant de Baal-Sefon. Acampareu just al seu davant, arran del mar’. Bíblia de Montserrat.
Èxode 14:9: ‘⁹Els egipcis, doncs, tota la cavalleria, els carros del Faraó amb els seus conductors i el seu exèrcit els perseguiren i els aconseguiren, acampats vora el mar, a Fi-ha-Hirot, al davant de Baal-Sefon’. Biblia de Montserrat.
3. ↑  Nombres 33:7: ‘⁷Partiren d'Etam, giraren cap a Fi-ha-Hirot, enfront de Baal-Sefon, i acamparen al davant de Magda’. Bíblia de Montserrat.
4. ↑  Bane, Theresa. Encyclopedia of demons.  Mc Farland, p. 65 [Consulta: 9 agost 2024].